# Tomáš Vajner
Tomáš Vajner (* 13. květen 2000, Česko) je český fotbalový brankář, hráč klubu SK Artis Brno.

## Klubová kariéra

### Mládežnické roky
Vajner je odchovancem Jablonce.

### FK Jablonec
Do prvního týmu se probojoval přes mládežnické a rezervní týmy. K 10. únoru 2021 na svůj premiérový start v nejvyšší soutěži čeká, zatím ve čtyřech případech sezóny 2020/21 seděl na lavičce náhradníků.
Do posunutí do prvního týmu nastupoval především za třetiligovou rezervu, za kterou nastoupil do 9 ligových zápasů.

## Klubové statistiky
- aktuální k 10. únor 2021

| Tým           | Sezona            | Liga   | Liga   | Pohár  | Pohár  | Evropské poháry | Evropské poháry |
| Tým           | Sezona            | Zápasy | Branky | Zápasy | Branky | Zápasy          | Branky          |
| ------------- | ----------------- | ------ | ------ | ------ | ------ | --------------- | --------------- |
| FK Jablonec B | 2019/20 (3. liga) | 4      | 0      | -      | -      | -               | -               |
| FK Jablonec B | 2020/21 (3. liga) | 5      | 0      | -      | -      | -               | -               |
| FK Jablonec   | 2020/21           | 0      | 0      | -      | -      | -               | -               |
| Celkem        | Celkem            | 9      | 0      | 0      | 0      | 0               | 0               |